# Харрис, Крис (гребец)
Кри́стофер (Крис) Ха́ррис (англ. Christopher "Chris" Harris; род. 19 октября 1985, Дурбан, Наталь) — новозеландский гребец, выступающий за сборную Новой Зеландии по академической гребле с 2007 года. Чемпион мира, победитель этапов Кубка мира, участник двух летних Олимпийских игр.

## Биография
Крис Харрис родился 19 октября 1985 года в городе Дурбан, Южная Африка. Впоследствии постоянно проживал в Кеймбридже, Новая Зеландия.
Заниматься академической греблей начал в 2003 году, проходил подготовку в Aramoho-Wanganui Rowing Club в Уонгануи.
Впервые заявил о себе в гребле на международной арене в сезоне 2007 года, выиграв серебряную медаль в распашных безрульных четвёрках на молодёжном чемпионате мира в Глазго.
Начиная с 2010 года выступал на взрослом уровне в основном составе новозеландской национальной сборной. В частности, в этом сезоне дебютировал в Кубке мира и принял участие в домашнем мировом первенстве в Карапиро, где в зачёте восьмёрок стал пятым.
В 2011 году в безрульных четвёрках выиграл серебряную медаль на этапе Кубка мира в Гамбурге, выступил на чемпионате мира в Бледе, где в той же дисциплине показал восьмой результат.
Благодаря череде удачных выступлений удостоился права защищать честь страны на летних Олимпийских играх 2012 года в Лондоне. В составе распашного безрульного экипажа, куда также вошли гребцы Шон О’Нилл, Джейд Уру и Тайсон Уильямс, сумел квалифицироваться лишь в утешительный финал В и расположился в итоговом протоколе соревнований на одиннадцатой строке.
В 2014 году в парных четвёрках стартовал на двух этапах Кубка мира, занял 12 место на мировом первенстве в Амстердаме.
На чемпионате мира 2015 года в Эгбелете стал бронзовым призёром в парных двойках, пропустив вперёд только экипажи из Хорватии и Литвы.
В 2016 году был лучшим в двойках на этапе Кубка мира в Познани, благополучно прошёл отбор на Олимпийские игры в Рио-де-Жанейро. На сей раз стартовал в программе парных двоек вместе с напарником Робертом Мэнсоном — вновь квалифицировался в утешительный финал В и занял в итоге 11 место.
После Олимпиады в Рио Харрис остался в составе новозеландской национальной сборной и продолжил принимать участие в крупнейших международных регатах. Так, в 2017 году в парных двойках он одержал победу на этапах Кубка мира в Познани и Люцерне, а также на чемпионате мира в Сарасоте.
В 2018 году в парных двойках взял бронзу на мировом первенстве в Пловдиве.
На чемпионате мира 2019 года в Линце попасть в число призёров не смог, оказался в зачёте парных двоек восьмым.